# Кришнасура
Кришнасура (санскр. कृष्णासुर) — один из предводителей асуров согласно Ригведе.

## Образ в ведах
Риг-веда и Сама-веда описывают Кришнасуру как царя асуров, который жил на берегу реки Аншумати (санскр. अंशुमती, IAST: aṃśumatī, «Богатая [растением] сомы»). Упоминается в Ригведе (8.96.13-15) Три строфы гимна содержат неясный миф о Драпсе и Кришне. Т. Я. Елизаренкова, со ссылками на Саяну, А. Людвига, Г. Ольденберга и К. Ф. Гельднера, описывает Кришнасуру как владыку 10 тысяч воинов и погибшего в схватке с Индрой, которому помогал Брихаспати.
| IAST | Перевод с санскрита Т.Я. Елизаренковой |
| --- | --- |
| ava drapso aMshumatiim atiSThad iyaanaH kRSNo dashabhiH sahasraiH .\|aavat tam indraH shacyaa dhamantam apa snehitiir nRmaNaa adhatta ..13..\|drapsam apashyaM viSuNe carantam upahvare nadyo aMshumatyaaH .\|nabho na kRSNam avatasthivaaMsam iSyaami vo vRSaNo yudhyataajau ..14..\|adha drapso aMshumatyaa upasthe .adhaarayat tanvaM titviSaaNaH .\|visho adeviir abhy aaaacarantiir bRhaspatinaa yujendraH sasaahe ..15.. | Драпса забрался вниз в Аншумати, Кришна отправился с десятью тысячами (воинов). Ему, дующему изо всех сил, помог Индра. Мужественный мыслью расправился с поверженными (войсками). (13)\|Я видел Драпсу, движущегося в разные стороны в глубине реки Аншумати, забравшегося вниз, черного, как туча. Я поторапливаю вас, быки: боритесь в состязании! (14)\|Тогда в лоне Аншумати Драпса, ярко сверкая, удержал (своё) тело. С Брихаспати как с союзником Индра превозмог наступающие безбожные племена. (15) |

Людвиг и Ольденберг склонны видеть в Кришне и Драпсе одно и то же лицо. Елизаренкова, вслед за Гельденбергом, видит в них двоих, указывая на противопоставление их имён: слово «кришна» переводится как «чёрный»; слово «драпса» (санскр. द्रप्स, IAST: drapsa) можно перевести как «светлая капля» и, возможно, первоначально означал сому. Вероятно, данный миф отражает борьбу древних ариев, членов культа сомы и представителей аборигенного населения, враждебного этому культу.

## Кришнасура и Кришна
Ряд исследователей отождествляют пуранического Кришну с Кришной/Кришнасурой из Вед, но эта точка зрения не поддерживается большинством учёных. В ранней санскритской ведийской литературе имя «Кришна» упоминается много раз. Так, в древнейшем памятнике ведийской литературы «Риг-веде», Кришна, которого также называют Кришнасура, — это могучий предводитель племени, с которым сражается и которого убивает Индра. Однако, из-за криптической природы Вед, это место «Риг-веды» допускает несколько толкований и многие учёные склонны переводить слово «кришна» в контексте «Риг-веды» просто как «чёрный». Некоторые исследователи полагают, что ригведийский Кришна тождественен фигуре Кришны, описанной в более поздних произведениях санскритской литературы, или олицетворяет фигуру «протокришны». Одним из сторонников такой интерпретации был Рамакришна Гопал Бхандаркар, который считал, что кришна-драпсаха из восьмой мандалы «Риг-веды» является упоминанием о Кришне. Сарвепалли Радхакришнан также признавал возможным отождествление ригведийского Кришны с Кришной пураническим. В своём труде «Индийская философия» он писал: «В поздних Пуранах говорится о вражде Кришны с Индрой. Возможно, что Кришна — это бог пастушеского племени, которое было покорено Индрой в эпоху „Риг-веды“, хотя в период „Бхагавад-гиты“ он значительно восстановил и усилил утраченные позиции, отождествившись с Васудевой из бхагаваты и Вишну вайшнавизма».